# Ligação traumática
Ligação traumática ocorre como o resultado de  ciclos de abuso onde um reforço intermitente  recompensa e  punição  cria fortes laços emocionais que são resistentes à mudança. A ligação é uma ocorrência normal e natural entre pessoas em uma relação interpessoal que cresce ao longo do tempo, é fortalecida quando pessoas têm atividades juntas, participam de grandes eventos da vida juntas e experimentando bons e maus momentos.

## Definições
Patrick Carnes desenvolveu o termo para descrever "o mau uso do medo, da excitação,  sentimentos sexuais e fisiologia sexual para enredar outra pessoa". Uma definição mais simples e abrangente é que a ligação traumática é: "um forte apego emocional entre uma pessoa abusada e seu abusador, formado como resultado do ciclo de violência".

## Relacionamentos abusivos
Embora a vítima possa divulgar o abuso, no vínculo traumático a vítima pode desejar receber conforto da própria pessoa que a abusou.

PACE UK
Ligações não saudáveis ou traumáticas ocorrem entre pessoas em um relacionamento abusivo. O vínculo é mais forte para as pessoas que cresceram em famílias abusivas porque parece ser uma parte normal dos relacionamentos.
Inicialmente, a pessoa que se tornou um abusador era inconsistente na abordagem, o que se desenvolve em uma intensidade que talvez não corresponda a outras relações da vítima. Quanto mais tempo esse relacionamento continuar, mais difícil é para as pessoas deixarem os abusadores com quem se uniram.
Entre homens e mulheres, em casos de violência por parceiro íntimo, a mulher pode acreditar que deve reprovar sua situação porque não "são é boa o suficiente, não é eficiente o suficiente, não é bonita o suficiente", pode reprovar a si mesma pelo comportamento violento na relação acreditando que precisa tentar agradar mais ao abusador. Em muitos casos, uma ligação traumática com o homem depende de lealdade, medo e terror.